# Lügchen
Lügchen är en musikgrupp från Stockholm, bildad 1997. Känd för sina spektakulära scenframträdanden där influenser från så vitt skilda håll som punk, ska, klezmer, tysk umpa umpa-musik, tango, bossanova, öststatsnostalgi och socialistisk marschmusik blandas hejdlöst. Medlemmar varierar något från framträdande till framträdande men har inkluderat Amanda Fritzén (orgel och dragspel), Maje Mörk (flöjt), Björn ”Lusen” Eriksson (trummor), Mats Wahlqvist (bas, avliden 2007), Oskar Nygren (bas), Anders Norrman (klarinett och saxofon), Harald Berthelsen (mandolin), Alf Vierth (sång), och Lena Edlund (trumpet). Viktor Brobacke medverkar ibland på trombon och som ljudtekniker.

## Diskografi
- 2004 – Hinter schwedischen Gardinen (Lobotom records)